# À la Montmorency
Der Begriff à la Montmorency wird für eine Klinge verwendet, die mit einer gekrümmten Rückenklinge sowie mit einer Hohlbahn und einer Hohlkehle auf beiden Klingenseiten ausgestattet ist.
Diese Klingenform wurde nach Louis de Montmorency Comte de Laval, „Mestre de Camp“ von 1788 bis 1791, benannt. Die Klingenform wurde zwar nach ihm benannt, ist aber wesentlich älter. Sie war nicht nur in Frankreich im Gebrauch.